# Philodromus cavatus
Philodromus cavatus är en spindelart som beskrevs av Charles Denton Dondale och James H. Redner 1969. Philodromus cavatus ingår i släktet Philodromus och familjen snabblöparspindlar. Inga underarter finns listade i Catalogue of Life.